# Michael Schmitz (Psychologe)
Michael Schmitz (* 1. August 1954 in Duisburg) ist ein deutscher Professor für Psychologie und Management an der Lauder Business School in Wien sowie Coach und Managementberater.

## Leben
Michael Schmitz legte 1974 am neusprachlichen Gymnasium in Duisburg-Neudorf das Abitur ab. Von 1974 bis 1982 studierte er Psychologie, Sprachwissenschaften und Germanistik an der Universität Duisburg. 1992 erwarb er einen Master in Social Science/International Relations an der University of Chicago. 1995 promovierte Schmitz in Psychologie an der Universität Wien. Anschließend absolvierte er mehrere Weiterbildungen.
Schmitz arbeitete als Journalist für das Zweite Deutsche Fernsehen (ZDF), war Korrespondent in der DDR (1988–1990) und leitete das ZDF-Studio Südosteuropa. In den 1990er Jahren war er Kriegsberichterstatter (im zweiten Golfkrieg und in den Jugoslawienkriegen), ZDF-Chef-Reporter und USA-Korrespondent.
Schmitz gründete und leitete die Projekte Emotions-Management und Positive Psychologie an der Sigmund-Freud-Universität in Wien (2005–2008). An der Lauder Business School (FH) unterrichtet er seit 2008 Leadership, interkulturelle Kommunikation und Team-Building sowie Krisen- und Emotions-Management. Seit 1974 schreibt Schmitz Aufsätze für Magazine und Fachzeitschriften. 2005 gründete er die Schmitz & Schmitz Coaching Company.

## Schriften
- Wendestress – Die psychosozialen Kosten der deutschen Einheit. Berlin 1995.
- (mit Margot Schmitz) Seelenfraß – Wie Sie den Terror der Angst besiegen. Wien 2004.
- (mit Margot Schmitz) Seelennahrung – Sich aufmachen zum Glück. Wien 2006.
- (mit Margot Schmitz) Emotions-Management – Anleitung zum Glücklichsein. München 2009.
- (mit Margot Schmitz) Der Gefühlscoach – Mit Kopf und Bauch zu Erfolg und Lebensfreude. München 2011.
- Psychologie der Macht: Kriegen, was wir wollen. Wien 2012.
- Teamcoaching – Grundlagen, Anleitungen, Fallbeispiele. Weinheim und Basel 2015.
- (mit Margot Schmitz) Liebe, Lust und Ehebett – ein Buch zur Sache. Wien 2015.